# Oti (rzeka)
Oti (w górnym biegu Pendjari) – rzeka w Afryce Zachodniej, lewy dopływ Wolty (poprzez Jezioro Wolta).
Wypływa z pasma górskiego Atakora w okolicach miasta Natitingou w północnym Beninie. Płynie początkowo na północ przez Park Narodowy Pendjari, po czym skręca na południowy zachód, tworząc granicę między Beninem a Burkina Faso. Następnie przepływa przez terytorium Togo do Ghany, gdzie wpada do Jeziora Wolta. W górnym biegu występują dopływy okresowe (prawe). Oti liczy blisko 500 km długości.
Nad brzegami Oti leżą obszary chronione – wspomniany Park Narodowy Pendjari oraz Park Narodowy Arly w Burkina Faso.